# Acción del 16 de marzo de 1782
La Acción del 16 de marzo de 1782 fue un enfrentamiento naval entre una fragata de la Marina Real británica HMS Success y una fragata española Santa Catalina en el Estrecho de Gibraltar durante la Guerra de Independencia estadounidense.
El 16 de marzo, la fragata de 32 cañones Success, Capitán Charles Pole, y el buque-almacén armado HMS Vernon (montando veintidós cañones de 6 libras de largo), que fue comandado por John Falconer, estando frente a Cabo Espartel, en su viaje a Gibraltar, avistó la fragata española de 12 libras y 34 cañones Santa Catalina comandada por Don Miguel Tacón. Este barco formaba parte de un escuadrón que estaba atento a los convoyes de socorro que se dirigieran a Gibraltar, que entonces estaba bajo asedio. Habiéndose acercado la fragata española con un disparo aleatorio, el Éxito de repente se levantó y lanzó una andanada destructiva. El éxito luego se puso redonda y tomó su posición, que también fue imitada por Vernon . La fragata española, que perdió su mástil de mesana alrededor de las 20.00 horas, bajó sus colores y luego fue tomada por el Éxito.
De 300 hombres, el Santa Catalina tuvo veinticinco muertos y ocho heridos, y el Success uno muerto y cuatro heridos. El Santa Catalina fue, sin embargo, severamente dañado y había estado refugiado debajo de la línea de flotación, y seis de la vela española se avistaron al día siguiente. Pole, temiendo que los españoles hubieran elaborado un plan para tomar posesión del Success y la Santa Catalina , decidió que una vez retirados todos los objetos de valor y prisioneros era necesario destruirla, por lo que la prendieron fuego y la volaron. Pole luego se dirigió de regreso a Gibraltar, lo que hizo con éxito unos días después.